# Leucaena matudae
Espèce
Synonymes
- Leucaena esculenta subsp. matudae Zarate[1]
- Leucaena esculenta Zárate[2]

Statut de conservation UICN

 EN B1+2c : En danger
Leucaena matudae est une espèce de plantes à fleurs de la famille des Fabaceae.

## Publication originale
- Contributions from the University of Michigan Herbarium 21: 286–287. 1997. (20 Oct 1997)